# جانیس اسپیتریس
جانیس اسپیتریس (انگلیسی: Yannis Spiteris؛ زادهٔ ۲۷ اوت ۱۹۴۷) کشیش کاتولیک اهل یونان است که کتاب la critica bizantina del primato romano nel secolo xii اثر اوست.